# Goodbye baby (Baby goodbye)
Goodbye baby (Baby goodbye) is een lied dat werd geschreven door Wes Farrell en Bert Berns (alias Russell).
Solomon Burke bracht het nummer in 1964 voor het eerst uit op de A-kant van een single, met het deels zelfgeschreven nummer Someone to love me op de B-kant. De single belandde op nummer 33 van de Billboard Hot 100 en verder nog op nummer 8 van de rhythm-and-blueslijst van Billboard. Burke bracht het hetzelfde jaar ook nog uit op zijn elpee Rock 'n soul.
In 1967 werd het gecoverd door Van Morrison die het op de B-kant van zijn single Brown eyed girl plaatste. Hetzelfde jaar kwam het ook nog terug op hun album Blowin' your mind! Andere covers waren van The Cats op hun elpee Cats as cats can (1967) en van Wilko Johnson op Red hot rocking blues (2003).
Het lied gaat over een man die naar het feestje van zijn vriendin gaat. Hij wil nog een keer teder wil zijn voordat hij met de trein naar huis vertrekt.